# Нагорне (Багратіоновський район)
Нагорне (рос. Нагорное) — селище Багратіоновського району, Калінінградської області Росії. Входить до складу Долгоруковського сільського поселення.
Населення — 72 особи (2015 рік).